# Хайнрих IV фон Хонщайн-Клетенберг
Хайнрих IV (II) фон Хонщайн-Клетенберг (на немски: Heinrich IV (II) von Honstein-Klettenberg; * ок. 1300; † пр. 1344/1350) е граф на Хонщайн-Клетенберг-Лора.

## Произход и наследство
Той е син на граф Дитрих II (III) фон Хонщайн-Клетенберг († 1309) и съпругата му принцеса София фон Анхалт-Бернбург († 1322), дъщеря на княз Бернхард I фон Анхалт-Бернбург и принцеса София Датска. Най-малкият му брат е Дитрих III фон Хонщайн-Клетенберг-Херинген-Тона († 1329/1330).
През 1302 г. Хайнрих IV/II наследява Арнщат.

## Фамилия
Хайнрих IV (II) се жени пр. 1302 г. за Ирмгард фон Кефернбург-Арнщат (* ок. 1282; † пр. 1320), наследничка на Арнщат, дъщеря на граф Гюнтер VII фон Кефернбург († 1302) и Аделхайд фон Шварцбург († 1318). Те имат децата:
- Хайнрих VI фон Хонщайн-Клетенберг „Стари“ (* ок. 1325; † 1367), граф на Хонщайн-Клетенберг-Бенунген-Росла, женен пр. 26 април 1338 г. за Матилда фон Ваймар-Орламюнде († 1365)
- Елизабет фон Хонщайн († 4 април 1380), омъжена пр. 9 септермври 1331 г. за граф Гюнтер XXI фон Шварцбург-Бланкенбург († 1349), римско-немски гегенкрал 1349 г.
- Дитрих († сл. 1345), каноник в Халберщат и в Майнц (1342 – 1346)
- Гюнтер († сл. 1373), рицар на Тевтонския орден (1349 – 1370)
- Бернхард I († 1354)